# Solkraft i Portugal
Solkraften i Portugal har expanderas snabbt från 2010-talet och framåt. Samtidigt är omfattningen jämfört med andra länder i Europa relativt liten (den installerade effekten totalt och per invånare var 2023 ungefär samma som i Sverige).
Till de större solparkerna i landet hör Central Fotovoltaica Hércules och Central Solar Fotovoltaica de Amareleja. På Alto Rabagão-dammen (300 MWh/år) och Alquevadammen (7 GWh/år) ligger solceller flytande på dammar.
De bästa förutsättningarna för solenergi finns i de södra delarna av landet med en instrålning på drygt 2 100 kWh/m2 på årsbasis, mot drygt 1 800 kWh/m2 i de nordliga delarna av landet.